# Werner Starke (Jurist)
Werner Starke (* um 1540 in Lübeck; † 2. Juni 1584 ebenda) war ein deutscher Jurist, Sekretär des Hansekontors in Bergen und Ratssekretär der Hansestadt Lübeck.

## Leben
Werner Starke studierte ab 1561 Rechtswissenschaften an der Universität Rostock. Er schloss seine Studien mit der Promotion als Magister ab.
Nachweislich wirkte er ab 1568 als Sekretär des Hansekontors in Bergen (Norwegen) auf der Bryggen.
Während eines Aufenthalts in Lübeck 1574 bevollmächtigte er den früheren Lübecker Ratssekretär Christoph Messerschmidt wie auch seinen Schwager, ihn in einem Klageverfahren gegen Elsabe Knockert, die Schwester des Lübecker Ratssekretärs Franciscus Knockert, wegen Bruches des Eheversprechens zu vertreten.
1577 kündigte er seine Tätigkeit für die Bergenfahrer aus Lübeck, blieb aber bis zum Eintreffen seines Nachfolgers Werner Schellenberg in Bergen.
Er heiratete zum Jahresende 1579 in Lübeck Gertrud Dalemann und hatte mit ihr eine Tochter.
Am 2. Mai 1584 wurde er zum dritten Ratssekretär (Registrator) in Lübeck bestellt, verstarb aber einen Monat darauf.